# Шевцов Олег Борисович
Олег Шевцов (рос. Олег Шевцов, нар. 29 листопада 1971, Москва) — російський хокеїст, що грав на позиції воротаря. Грав за збірну команду Росії. Згодом — хокейний тренер. Заслужений майстер спорту Росії.

## Ігрова кар'єра
Професійну хокейну кар'єру розпочав 1989 року.
Протягом професійної клубної ігрової кар'єри, що тривала 18 років, захищав кольори команд «Спартак» (Москва), «Сєвєрсталь», «Локомотив» (Ярославль), «Авангард» (Омськ), «Динамо» (Москва), «Витязь», ЦСКА (Москва) та «Динамо» (Мінськ).
Виступав за збірну Росії, зокрема був єдиним представником не НХЛ у складі збірної на Олімпійських іграх 1998, де збірна Росії стала срібним призером.